# Saida Zaineb

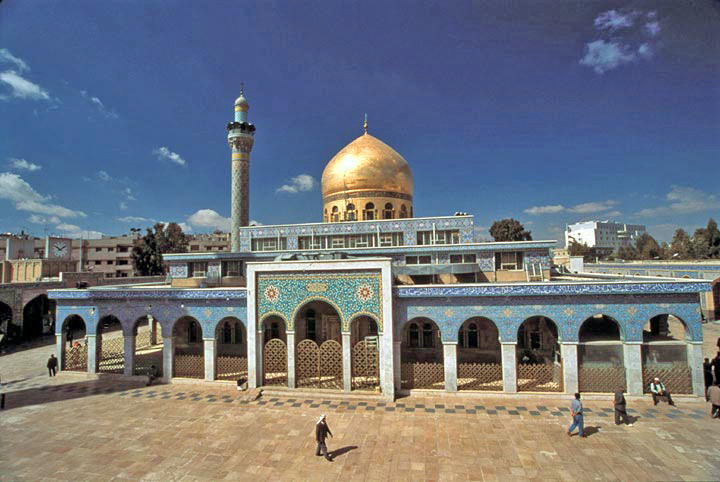
Heiligtum von Sayida Zainab, errichtet über dem Grab der Zainab bint Alis, der Enkelin des Propheten Mohammed

Saida Zaineb (arabisch السيدة زينب, DMG as-Sayyida Zainab; bedeutet „Unsere liebe Frau von Zaineb“) ist eine Stadt in Syrien in den großen südlichen Vororten von Damaskus, administrativ abhängig vom Gouvernement Rif Dimashq. Sie liegt 10 Kilometer südlich von Damaskus und hatte im Jahr 2004 insgesamt 136.427 Einwohner: Sie ist damit die größte Vorstadt der Hauptstadt. Sie gehört zur Nahiya Bab Bila.
Die Stadt ist für ihre Moschee bekannt, in der sich der Schrein von Zainab befindet, der Enkelin des Propheten Mohammed, Tochter von Ali und Fatima. Diese schiitische Moschee ist ein verehrter Wallfahrtsort, nicht nur aus Syrien, sondern auch aus anderen Ländern des Nahen Ostens. Vor dem syrischen Bürgerkrieg wurde ihre Zahl auf eine Million pro Jahr geschätzt.